# Куммеров (Північна Передня Померанія)
Куммеров (нім. Kummerow) — громада в Німеччині, розташована в землі Мекленбург-Передня Померанія. Входить до складу району Передня Померанія-Рюген. Складова частина об'єднання громад Ніпарс.
Площа — 11,55 км2. Населення становить Невірний параметр metadata 13 073 047 ос. (станом на 31 грудня 2020).